# لیام تروتر
لیام تروتر (انگلیسی: Liam Trotter؛ زادهٔ ۲۴ اوت ۱۹۸۸) یک بازیکن فوتبال اهل بریتانیا است.